# Grzegorz VII (patriarcha Konstantynopola)
Grzegorz VII (ur. 21 września 1850 (według innego źródła – w 1855), zm. 17 listopada 1924 w Konstantynopolu/Stambule) – patriarcha Konstantynopola od 20 września 1923 do 17 listopada 1924.

## Życiorys
W latach 1892–1909 był metropolitą Seres, od 1909 do 1913 – Kyzikos i od 1913 do 1923 – Chalkedonu. Funkcję patriarchy Konstantynopola objął po zmuszeniu poprzedniego patriarchy Melecjusza IV Metaksakisa do abdykacji przez grecki rząd. Zmarł nagle na zawał serca w 1924, a urząd najpierw jako locum tenens, potem jako prawowity patriarcha przejął Konstantyn VI.
Za jego panowania Patriarchat Konstantynopolitański przyjął kalendarz nowojuliański.